# Zdenekiana plana
Zdenekiana plana är en stekelart som först beskrevs av Lars Huggert 1976.  Zdenekiana plana ingår i släktet Zdenekiana och familjen puppglanssteklar. Arten är reproducerande i Sverige. Inga underarter finns listade i Catalogue of Life.